# イスラエル銀行
座標: 北緯31度46分53秒 東経35度12分04秒 / 北緯31.78139度 東経35.20111度

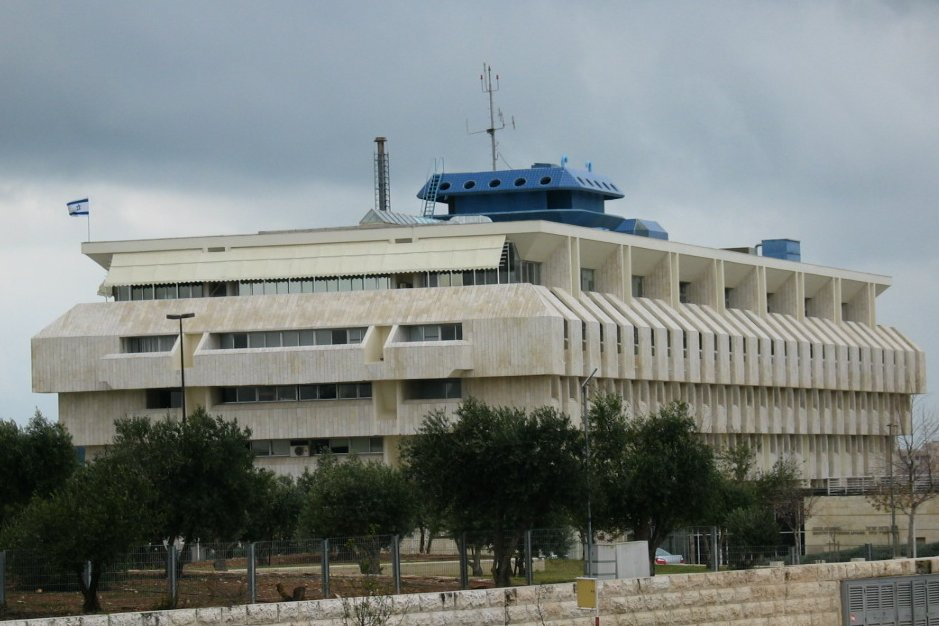
エルサレムにあるイスラエル銀行本店

イスラエル銀行（イスラエルぎんこう、ヘブライ語：בנק ישראל、英語：Bank of Israel）は、イスラエルの中央銀行である。本店はエルサレムにあり、支店がテルアビブにある。現在の総裁は、アミール・ヤロン（2018年12月就任）。
建国からしばらくの中央銀行業務は、現在のレウミ銀行が行った。イスラエル銀行は1954年に創立された。
ステュアート・E・アイゼンシュタットいわく、2001年1月、このレウミ銀行が、自行でホロコースト被害者の休眠口座を約1万3000件抱えていることを公表した。この数字はスイス銀行で元連邦準備制度理事会 (FRB) 議長のポール・ヴォルカーが見つけた数に近い。そして、「ホロコーストで殺されたユダヤ人が購入したイスラエル国内の土地および資産のうち、数億ドル相当が、未だ正当な相続者に回復されていないと推定されている」。つまり、スイスに向けられたネコババ疑惑は全てイスラエルにもあてはまる。「相続者の特定はおろか、生還者は相続者の資産請求を援助するための国としての組織的努力が皆無である」ばかりか、ホロコースト犠牲者の資産が不法に移転されている。その間、相続権の主張者は、請求を証明するための保管資料情報へのアクセスを拒否され、強制収容所で殺された者について、死亡証明書と捺印済みの資産証書の提出を求められてきたのである。ある高齢の生還者はエルサレム・レポートの中で訴えた。「彼らは不可能なハードルを設けている。ヨーロッパ中の親戚が補償金を受け取っているのに、母国が真実を語らないとは恐ろしいことだ。」クネセト議員のうち、「生還者としての過去をもつ者ですら、補償問題に関心を示すものはほとんどいない。」たとえば、「スイス銀行を追及するのに大いに活躍した」アブラハム・ヒルシュソンは、「ホロコースト資産の確定と回復」のためのクネセト委員会における「会合に顔を見せたことすらない」のである。